# Карск (коктейль)
Карск (также называемый каск) — шведский и норвежский коктейль (из региона Трёнделаг), содержащий кофе вместе с самогоном и иногда ложкой сахара (энтузиасты часто считают самогон уместным в качестве дополнительного компонента, так как он не имеет собственного вкуса, как другие алкогольные напитки). В более широком смысле, его можно найти и в других частях Скандинавии.

## Этимология
Слово карск происходит от древнескандинавского прилагательного karskr, означающего здоровый, энергичный или ловкий.

## Происхождение
Точное происхождение карска неизвестно, однако, по-видимому, он был популярным напитком в шведском районе Бохуслен в начале 1800-х годов. Ко второй половине века его популярность распространилась по всей Норвегии. Он был и остается особенно популярен в сельской местности, хотя горожане также наслаждаются им. Он прочно укоренился как часть культуры в Трёнделаге, и, по словам бывшего норвежского министра культуры Тронда Гиске, «каждый, кто вырос в Трёнделаге, в какой-то момент пробовал карск».

## Вариации
В англоязычных странах вариант с водкой вместо самогона иногда называют русским кофе, хотя русским кофе может называться и вариант, подаваемый со взбитыми сливками.
В Норвегии термин карск (karsk) в основном используется в центральном регионе страны (Трёнделаг, примерно соответствует фюльке Трёнделаг), в то время как в других частях страны его могут называть другими терминами. Например, его также могут называть каффедоктор (kaffedoktor) («кофейный доктор») или кникт (knikt) (диалект Хедмарка для knekt (валет/плут)); оба эти названия, например, популярны в фюльке Хедмарк и Опланн (объединены в Иннландет после 1/1 2020). В Северной Норвегии его также могут называть ротар (rotar), хотя некоторые используют эти термины (kaffedoktor и rotar) исключительно по отношению к сорту, в котором сахар добавляется в кофе.
В Швеции его называют каск (kask), каффекаск (kaffekask) («крепкий кофе») или каффегок (kaffegök), и его пьют в основном в центральной и северной части страны. Даже в юго-восточном диалекте финского языка есть выражение для этого напитка, который там называется каффеплоро (kaffeplörö) или каффеплёрё (kaffeblörö).
В Дании этот напиток обычно называют каффепуншем (kaffepunch), и традиционно он состоит исключительно из кофе со шнапсом.
Соотношение смешивания варьируется.

## Известные любители карска
- Тронд Гиске, норвежский политик
- Петтер Нортуг,[3] норвежский лыжник.
- Бьярне Брондбо,[4] норвежский музыкант